# Strada maestra M-6
La strada maestra M-6 (in montenegrino Magistralni put M-6) è una delle strade maestre del Montenegro. Oltre il confine serbo continua come strada statale 29.

## Storia
L'odierna strada maestra M-6 fu progettata originariamente come autostrada M-8 dal governo jugoslavo. Questa infrastruttura avrebbe dovuto unire Pljevlja, nell'odierno Montenegro, a Foča, nell'attuale Bosnia-Erzegovina, e a Novi Pazar, oggi in Serbia. Al momento della dissoluzione della Jugoslavia il segmento montenegrino non era stato ancora realizzato.
Negli anni novanta fu costruito il tratto tra Jasenovo Polje e Krnovo. Il troncone tra Žabljak e Šavnik fu completato nel 2010.